# Buc (nàutica)

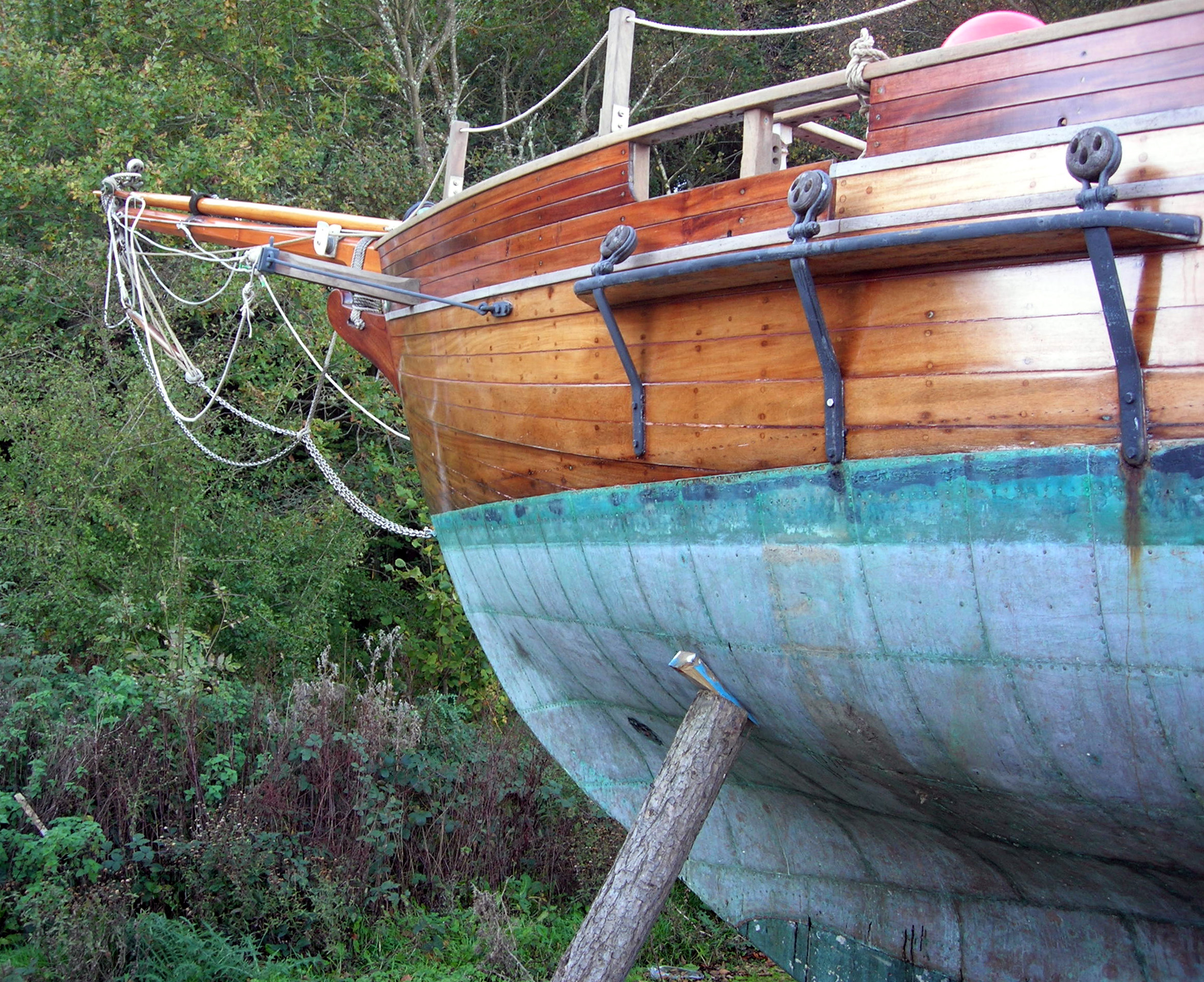
Buc de fusta folrat de coure

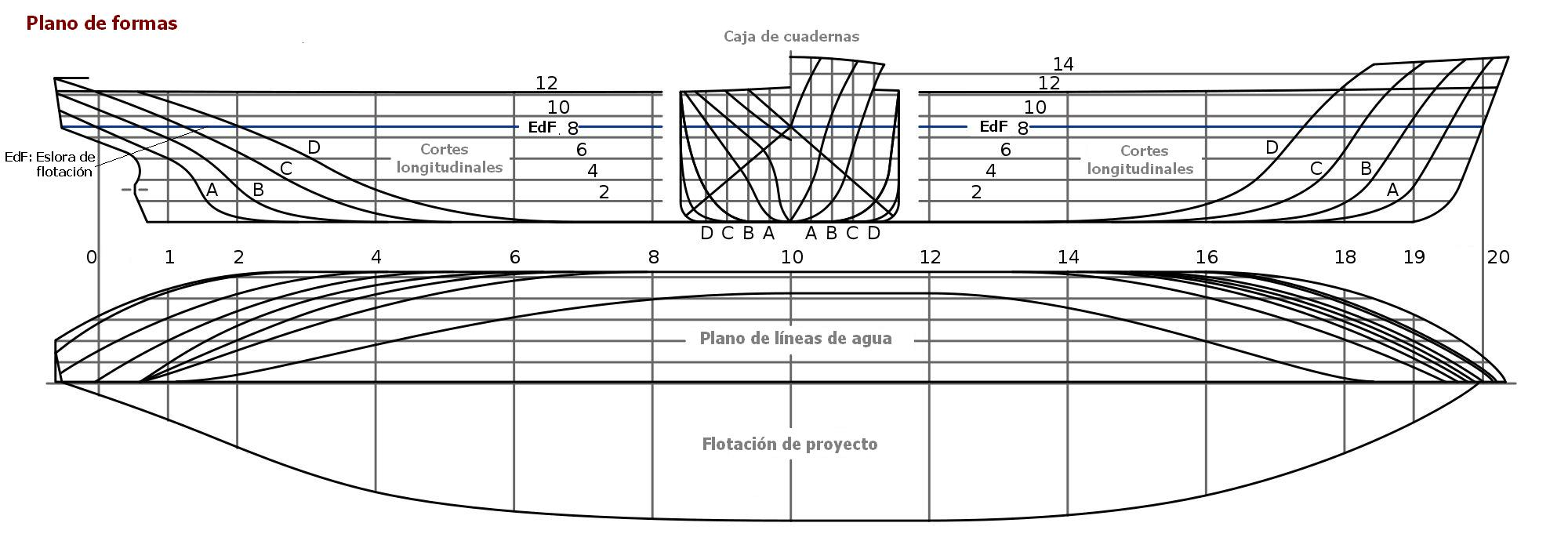
Avant-projecte amb les línies de forma del buc, longitudinal i en secció transversal

El buc és el cos d'un vaixell estanc a l'aigua (qualitat que permet la flotabilitat de tot el vaixell) i té una resistència estructural adequada per a resistir les forces que actuen sobre ell.
El buc pot estar obert en la seva part superior o pot estar cobert totalment o parcialment amb una coberta. Sota la coberta hi pot haver una bodega o altres superestructures. La línia on la superfície de l'aigua talla el buc s'anomena línia de flotació.
A part de les embarcacions el terme buc també fa referència al cos principal de diversos vehicles, en especial les aeronaus i alguns vehicles terrestres cuirassats (transports cuirassats, canons autopropulsats i tancs).

## Descripció

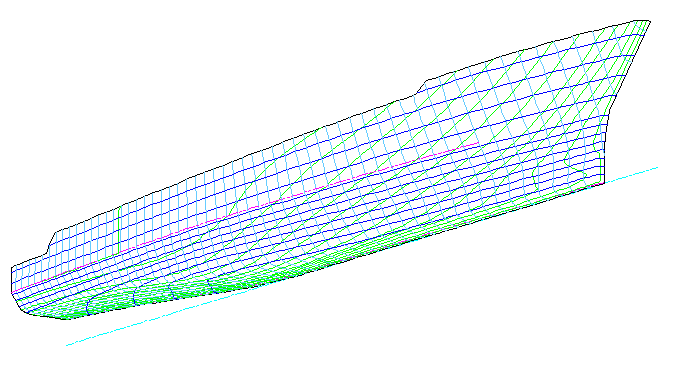
Disseny d'un buc.

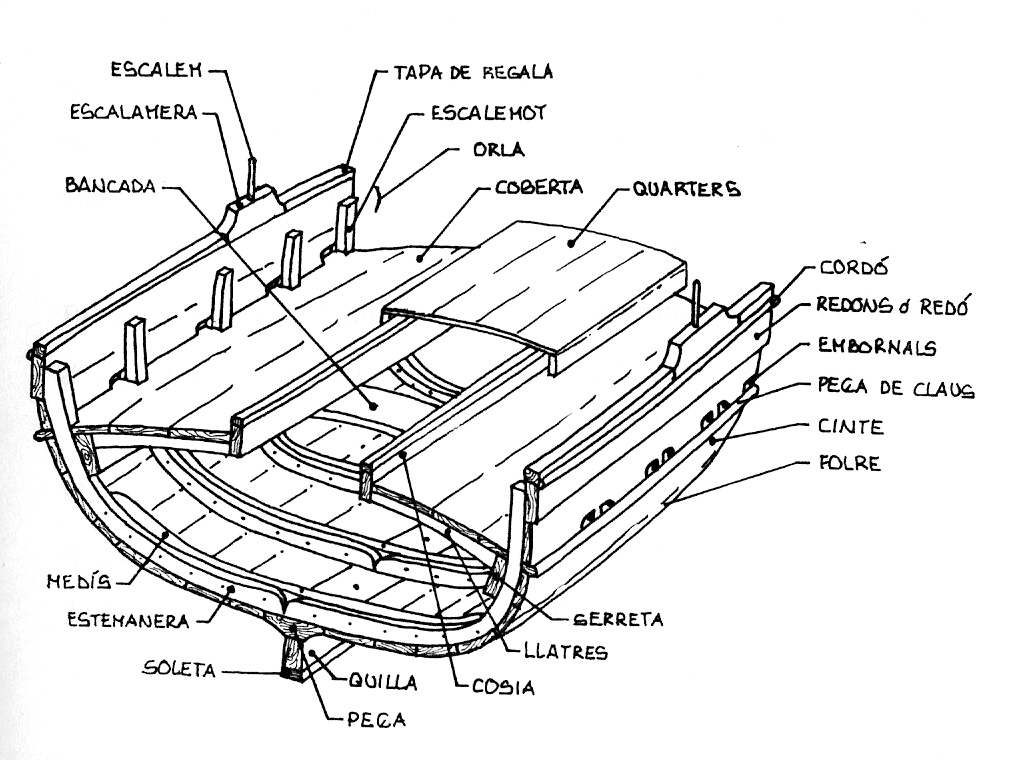
Parts del buc d'una barca

Està compost per la quilla, les quadernes, la roda de proa, la roda de popa, les varengues (parets del doble fons transversals), els baus, el folre exterior i la coberta. El buc no inclou l'aparell. El buc pot ser de fusta, ferro, acer, goma, formigó, polièster, fibra de vidre, alumini, entre altres materials.
Hi ha una gran varietat de tipus de buc que s'opten per adequar-se a usos diferents, la forma del buc depèn de les necessitats del disseny. Les formes van des d'una caixa gairebé perfecta en el cas de barcasses de batuda, fins a una superfície de revolució ben aguda en el cas d'un veler multiusos de competició. La forma s'opta per aconseguir un equilibri entre el cost, consideracions hidroestàtiques (allotjament, càrrega i estabilitat), hidrodinàmica (velocitat, requeriments d'energia i moviment i comportament en una via marítima) i consideracions especials per al paper del vaixell, com l'arc arrodonit. d'un trencant de gel o el fons pla d'una embarcació d'aterratge.
Les embarcacions poden tenir més d'un buc, són les anomenades multibuc. Per altra banda també hi ha naus que tenen un buc dins d'un altre, tecnologia coneguda com a doble buc, que és utilitzada principalment per petroliers i altres vaixells de transport de mercaderies perilloses. També alguns submarins tenen doble buc per aguantar millor la pressió dins l'aigua. La primera nau a tenir doble buc va ser el submarí Ictíneo I de Monturiol.
En un veler típic de fusta, el buc està construït amb taulons de fusta, sostinguts per marcs transversals (sovint anomenats costelles) i parets massisses, que s'uneixen encara més per cordes o sostre longitudinals. Sovint, però no sempre, hi ha una part longitudinal de la línia central anomenat quilla. En un buc de fibra de vidre (o composit), l'estructura pot semblar fins a cert punt a un vas de fusta o d'acer o tenir un arranjament monobuc. En molts casos, els bucs compostos es construeixen sandvitxant capes fines amb fibra reforçada sobre un nucli lleuger però raonablement rígid d'escuma, fusta de balsa, o un altre material.

## El buc a l'edat antiga

### Bucs de canyes o de papir
Potser els primers bucs pròpiament dits van ser construïts pels antics egipcis, que el 3000 aC van saber muntar taulons de fusta formant un buc

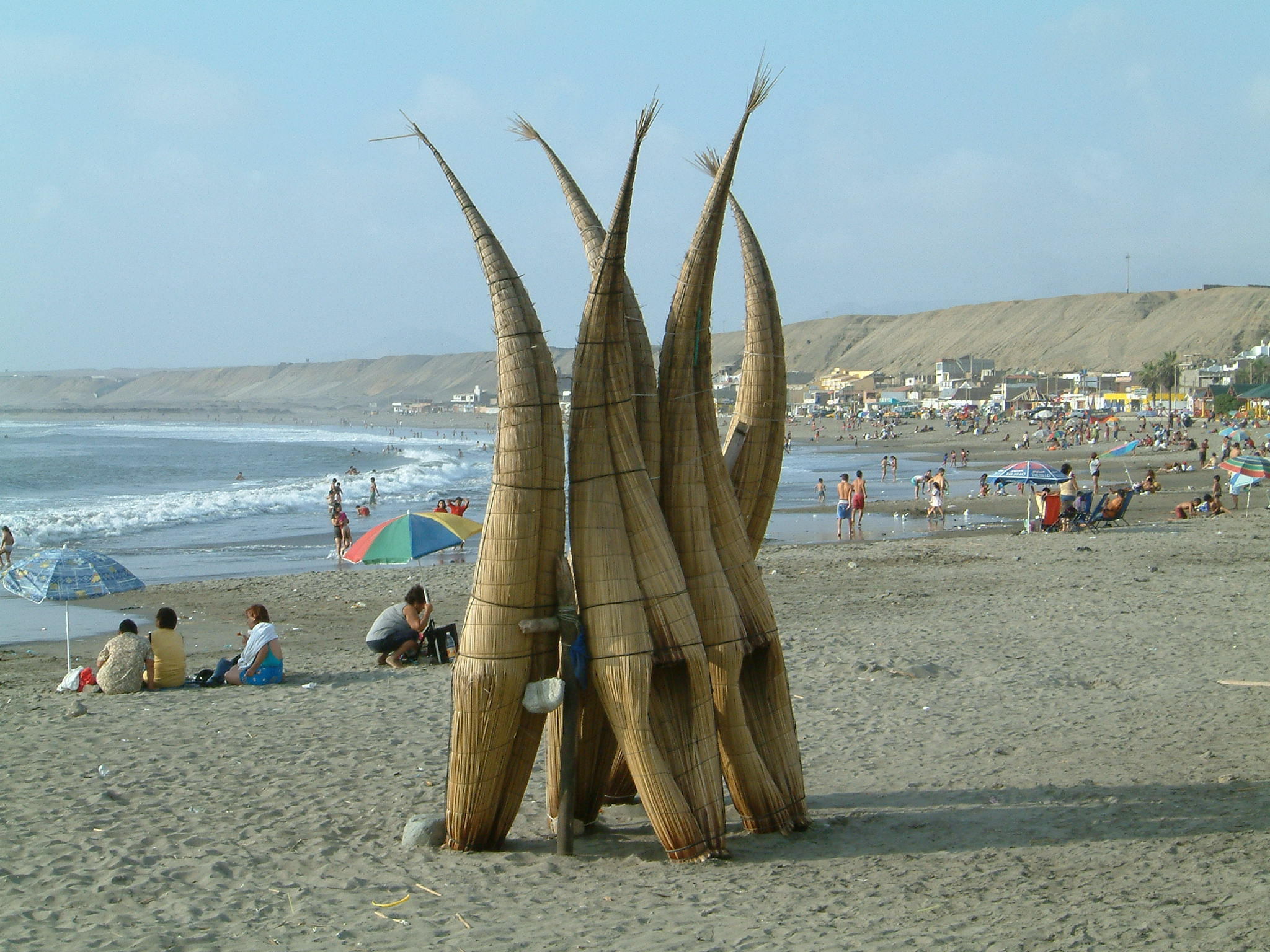
Bucs de totora a Huanchaco (Perú).

Les barques de canyes, de papirs, de boga, de vímet o de materials similars foren l'evolució natural dels rais primitius. Sovint el sistema d'unió dels elements flotants consistia en tires del mateix material.
Hi ha documentada l'existència de barques de canyes relativament grans a Egipte, Sumer, Assíria i altres civilitzacions antigues.
- Aquesta mena de barques anava protegida per un capa de betum (o de betum barrejat amb argila).[3][4]
- Algunes barques de canyes disposaven de branques de fusta usades com a reforç
- Hi ha una obra de Gaston Maspero, amb il·lustracions interessants, que resumeix els aspectes dels vaixells d'Egipte i Assíria.[5][6]

- Un exemple molt antic i encara usat actualment són les barques de totora, al Perú.[7]

### Primers bucs de peces de fusta unides
Les barques d'un tronc de fusta buidat eren de grandària limitada per les dimensions de l'arbre de partida. La possibilitat de construir bucs mitjançant peces de fusta unides va permetre bastiments de dimensions més grans. Més llargs i, principalment, més amples.

Els antics egipcis, els fenicis, els assiris i altres civilitzacions coneixien algunes tècniques d'unió (i de disseny general) que feien possible la construcció de vaixells relativament grans.

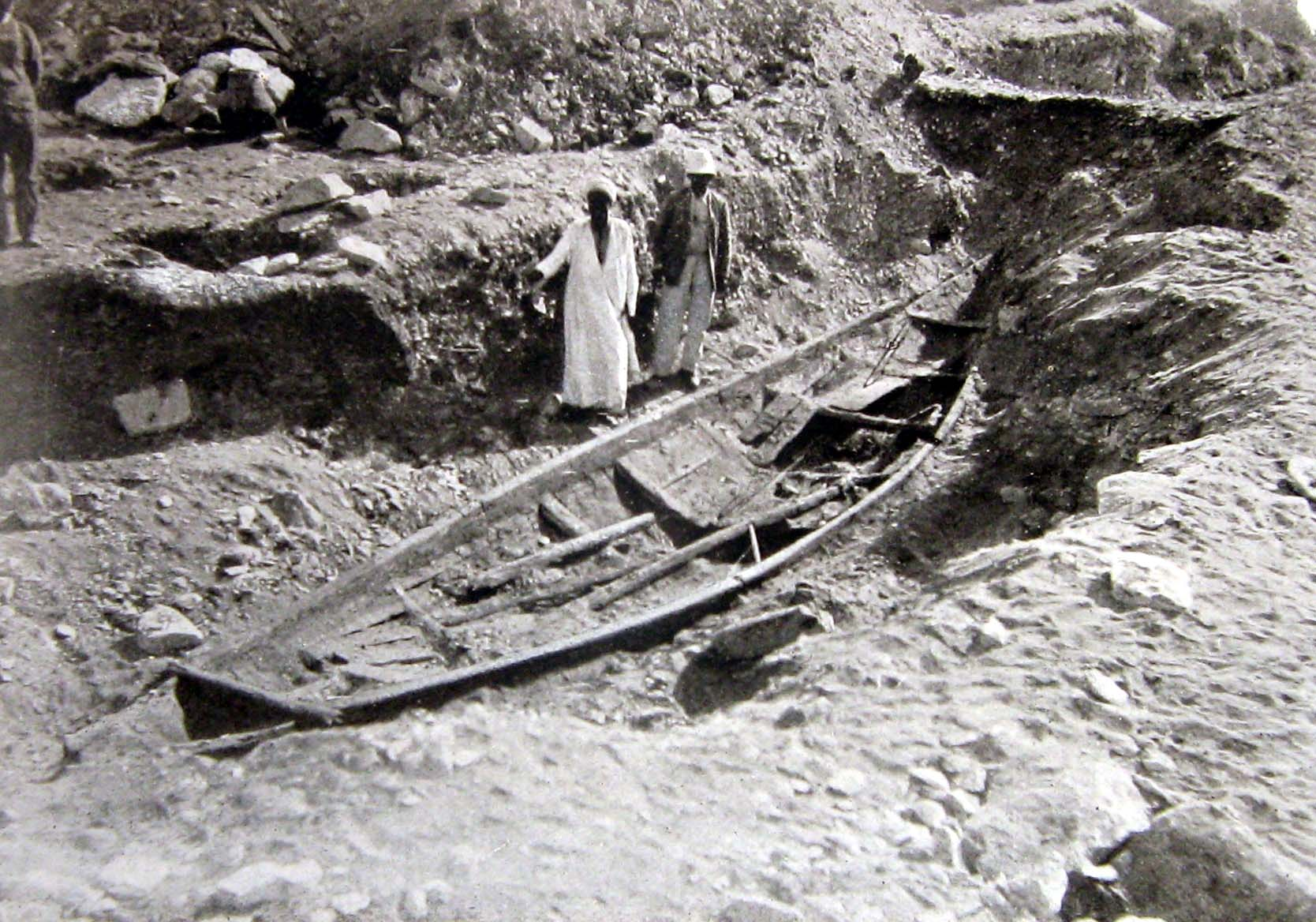
Barca solar de Senusret III, trobada a Dhashur el 1894.
Unió de caixa i metxa
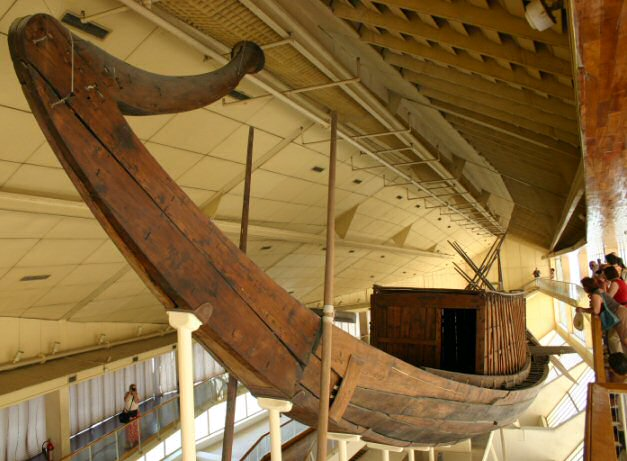
Barca solar de Kheops
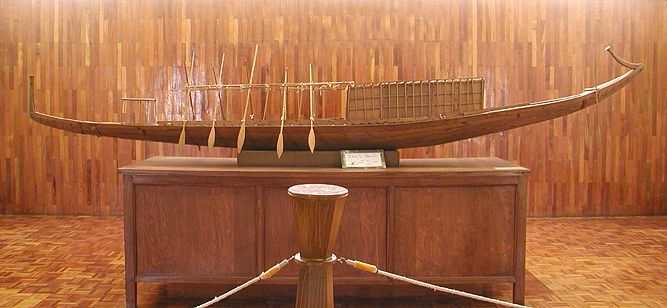
Maqueta de la barca solar de Kheops

#### Planxes encadellades sense fiador i cosides

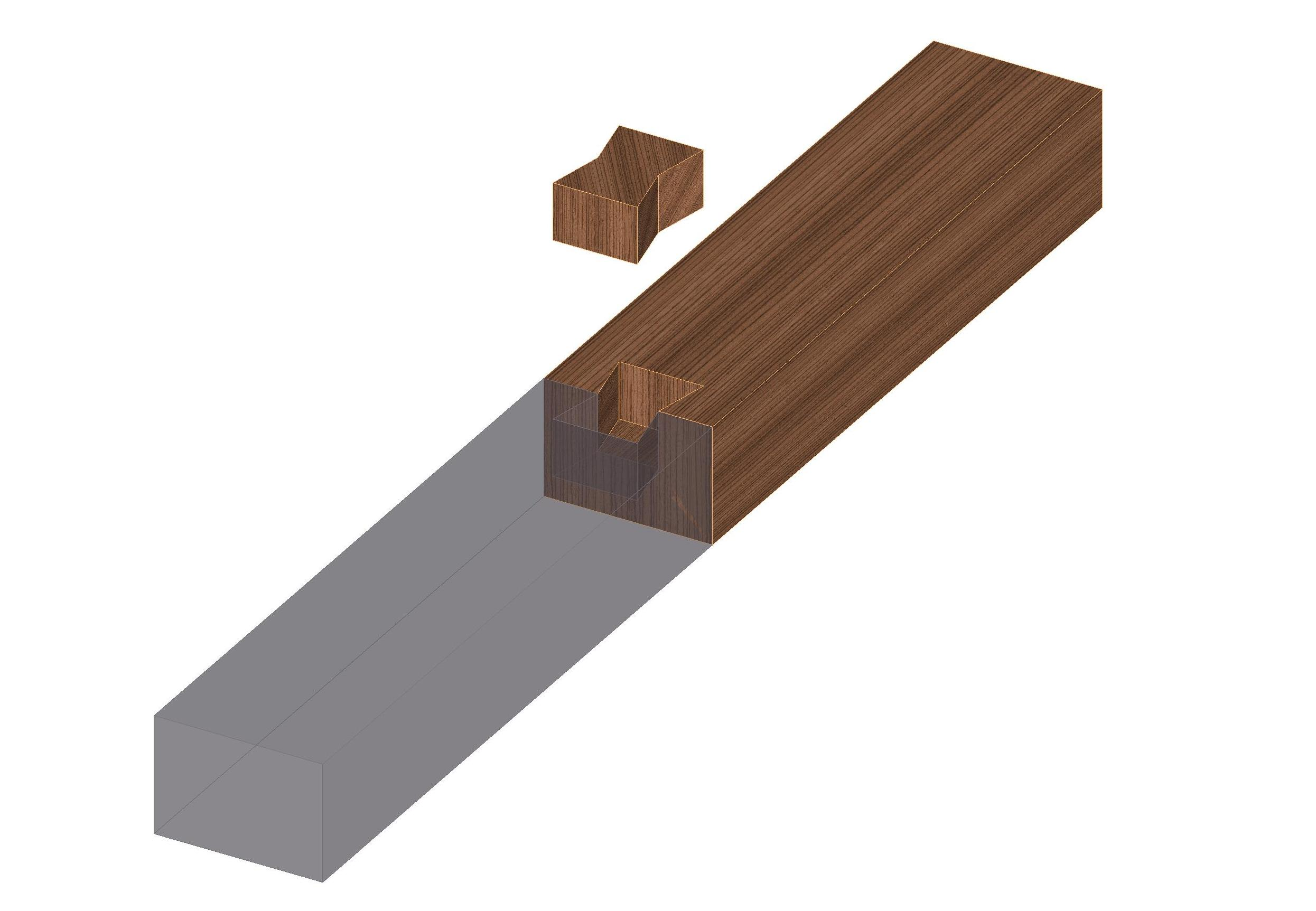
Unió de peces de fusta amb una cua d'oreneta postissa.

Un dels sistemes de construcció de bucs més antics basat en peces de fusta unides emprava conjuntament dues tècniques d'unió:
- les planxes s'unien al llarg mitjançant un encadellat de metxa i caixa (un dels taulons tenia una metxa de secció rectangular, tallada a partir del mateix tauló; aquesta metxa encaixava el cap de l'altre tauló, que disposava d'una caixa femella tallada rebaixant el tauló corresponent)
- dues tires llargues, formades segons els sistema anterior, es podien cosir fent passants cordes de fibra vegetal per forats prèviament practicats en els costats a unir de cada tira.

Tot el buc es podia construir a partir de diverses tires cosides entre sí. Calia calafatar amb betum totes les fissures. També calia assegurar la resistència del conjunt amb reforços interiors i amb cordes que limitessin els desplaçaments longitudinals.
- Els forats es practicaven en la part interior de cada tauló amb forma de ve baixa (exteriorment apareixien dos forats que es trobaven, deixant un passatge amb forma de ve baixa). Per cada filera de forats alineats en sentit transversal, la corda d'unió entrava en un forat prop de la vora del tauló, passava per l'espai buit, sortia a l'exterior (en la part interna del buc), passava per l'interior del forat practicat a l'altre caire del tauló i sortia per anar a trobar els dos forats del tauló veí.
  - Dos taulons veins es fixaven amb una corda que els "cosia". La corda passava pels forats descrits i quedava completament a l'interior del buc.
- Alguns exemples d'aquesta mena de construcció són les barques solars egípcies. Un dels avantatges del sistema és que proporciona bucs desmuntables amb relativa facilitat.
  - Barques d'Abidos
  - Barca solar de Kheops.[9][10]
  - Barques sagrades egípcies.[11]

En troballes arqueològiques de barques egípcies s'han trobat unions a base de cues d'oreneta postisses (per l'interior del folre). Alguns experts opinen que es tracta de reparacions posteriors a la construcció original dels vaixells.

### Encadellats fenicis

Encadellats fenicis ("coagmenta punicana" en llatí).

El derelicte d'Uluburun, a més de ser el més antic, és un exemple d'aquesta manera de construcció.

#### Descripció d'un cas simple
Una manera d'unir dues peces de fusta de secció rectangular per dues cares contigües, és tallar dos forats rectangulars (anomenats caixes) de la mateixa profunditat i introduir una peça de fusta rectangular que encaixi ben ajustada als forats esmentats. Un cop les peces de fusta estiguin unides, cal assegurar la unió foradant els dos extrems i fent passar una clavilla de fusta ajustada en cadascun dels darrers forats esmentats. (Vegeu imatge i Caixa i metxa. El terme "tenó" no existeix en català.)

#### Descripció d'un cas general
Dos taulons del folre del buc d'un vaixell poden unir-se en les cares de contacte mitjançant diversos encadellats simples com el descrit en el paràgraf anterior. Reiterant el procés és possible unir tots els taulons del folre entre si, formant una sola peça i amb una certa resistència estructural.
Aquesta mena d'unions foren anomenades pels antics romans com "coagmenta punicana" (en plural: encadellats fenicis). Durant segles foren el sistema predominant de construcció de vaixells de dimensions importants.
- La unió dels caps dels taulons en sentit longitudinal podia fer-se de diverses maneres.

#### Sistema del folre primer
Amb algunes variants, l'anomenat sistema de construcció amb folre primer, consistia en construir el folre del vaixell directament, sense la construcció prèvia de cap reforç intern.

### Bucs de naus de guerra i naus mercants
El sistema de construcció de folre primer, basat en els encadellats fenicis i complementat per un reforç de cordes per a resistir els esforços longitudinals, permeté la construcció de naus relativament grans a partir de peces de fusta de dimensions limitades. Fenicis, cartaginesos, grecs, romans i romans d'Orient (i alguns altres) disposaren de vaixells de guerra i de naus mercants relativament semblants.

Un resum simplificat d'aquest llarg període es pot presentar a partir del trirrem grec i de la navis oneraria romana.

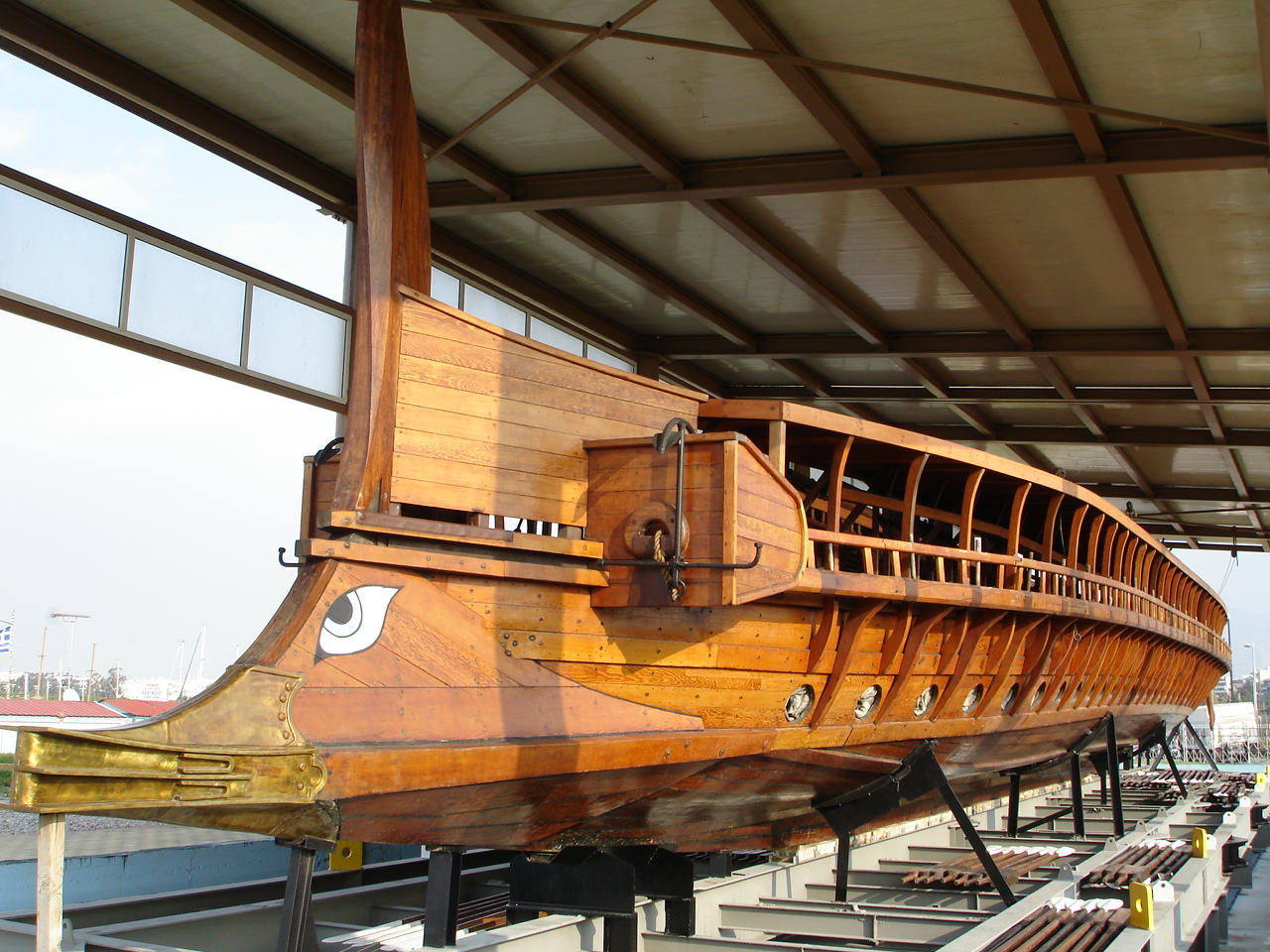
Olympias. Reconstrucció moderna d'una trieres grega
Disposició dels remers en un trirrem grec. Vegeu la parexeiresia, a manera de balcó que es projecta des de la coberta, i els angles dels rems.
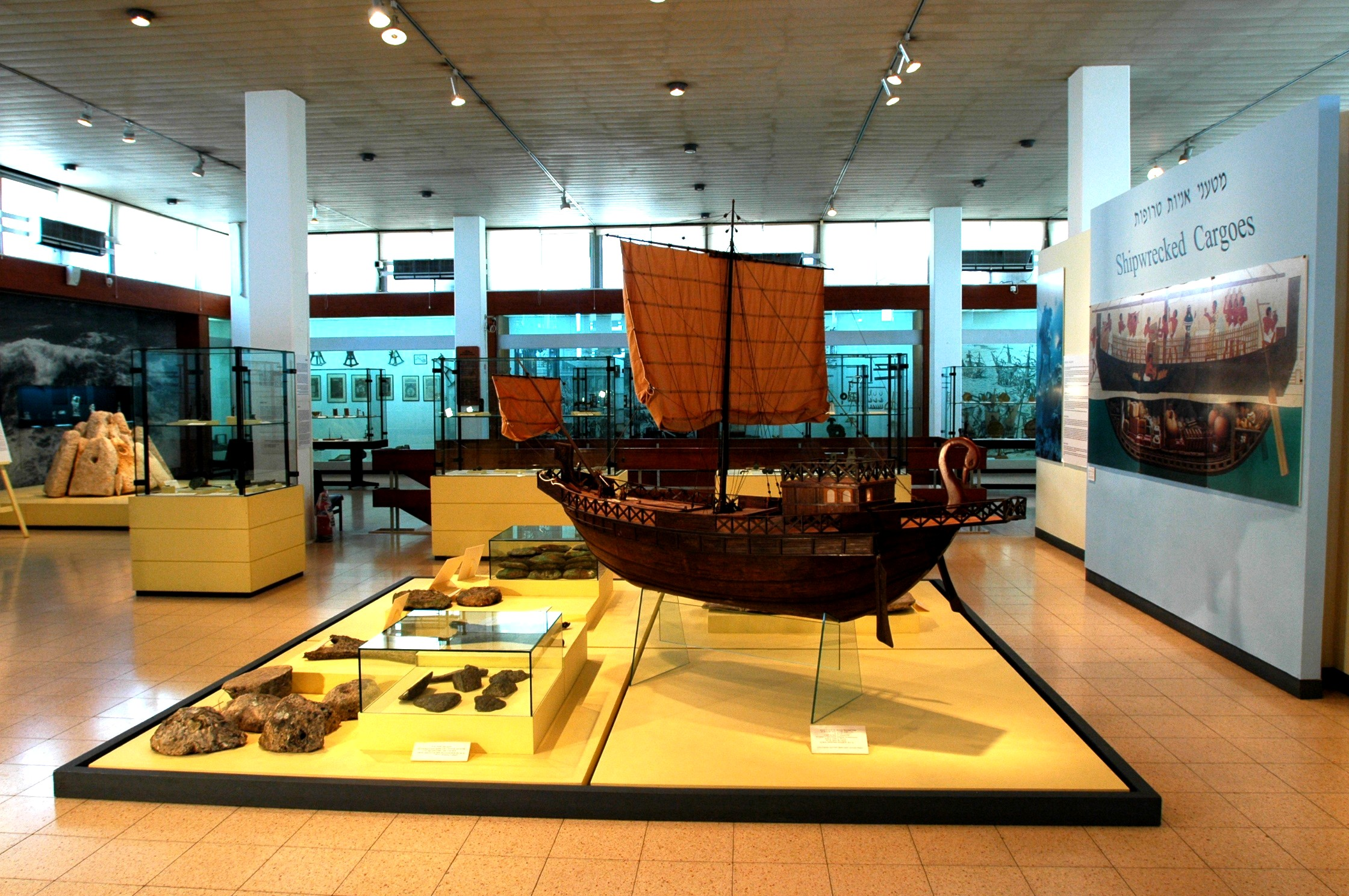
Model de nau romana de càrrega. Israeli National Maritime Museum, Haifa
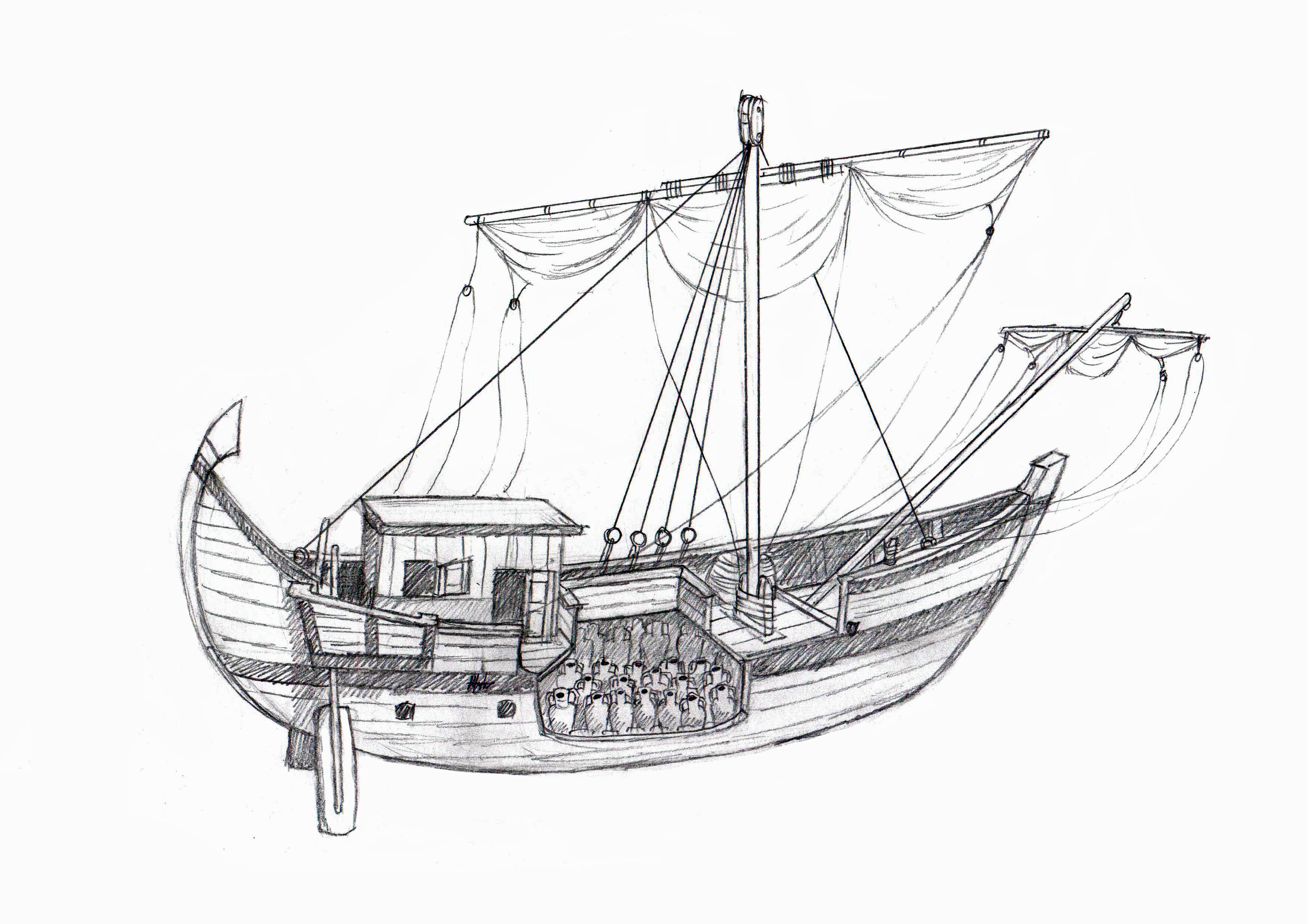
Croquis d'un vaixell mercant romà

### Exemples de vaixells concrets
- Pàralos, Salamínia
- Isis (vaixell)

## El buc a l'edat mitjana i moderna
Les dues variants més importants en la construcció dels bucs medievals fan referència a la disposició de les llates del folre. Hi ha dos tipus predominants: bucs amb folre tinglat i bucs amb folre llis (format per planxes juxtaposades sobre una estructura de quadernes).

Disposició de les llates "tinglades" (esquerra) i "juxtaposades" (dreta).

### Folre tinglat
Sense tenir en compte les excepcions, el folre tinglat s'usava a les costes del mar Bàltic i de l'oceà Atlàntic.

### Folre llis
El folre designat com a llis (en aquest article) resumeix el sistema típic de construcció de vaixells a l'àrea mediterrània. Primerament es construïa una estructura o esquelet (format per la quilla, la roda de proa, el codast i les quadernes) i es folrava amb planxes juxtaposades. Les planxes s'orientaven en sentit longitudinal i en posició horitzontal. La superfície exterior -a diferència del cas anterior de folre tinglat- presentava un aspecte llis.

### Distribució geogràfica
A grans trets, cap al segle xv la construcció tinglada predominava a l'Atlàntic fins a Lisboa. La construcció llisa s'emprava a tot el Mediterrani i arribava, continuant per l'Atlàntic, fins a Lisboa.

### Vaixells grans

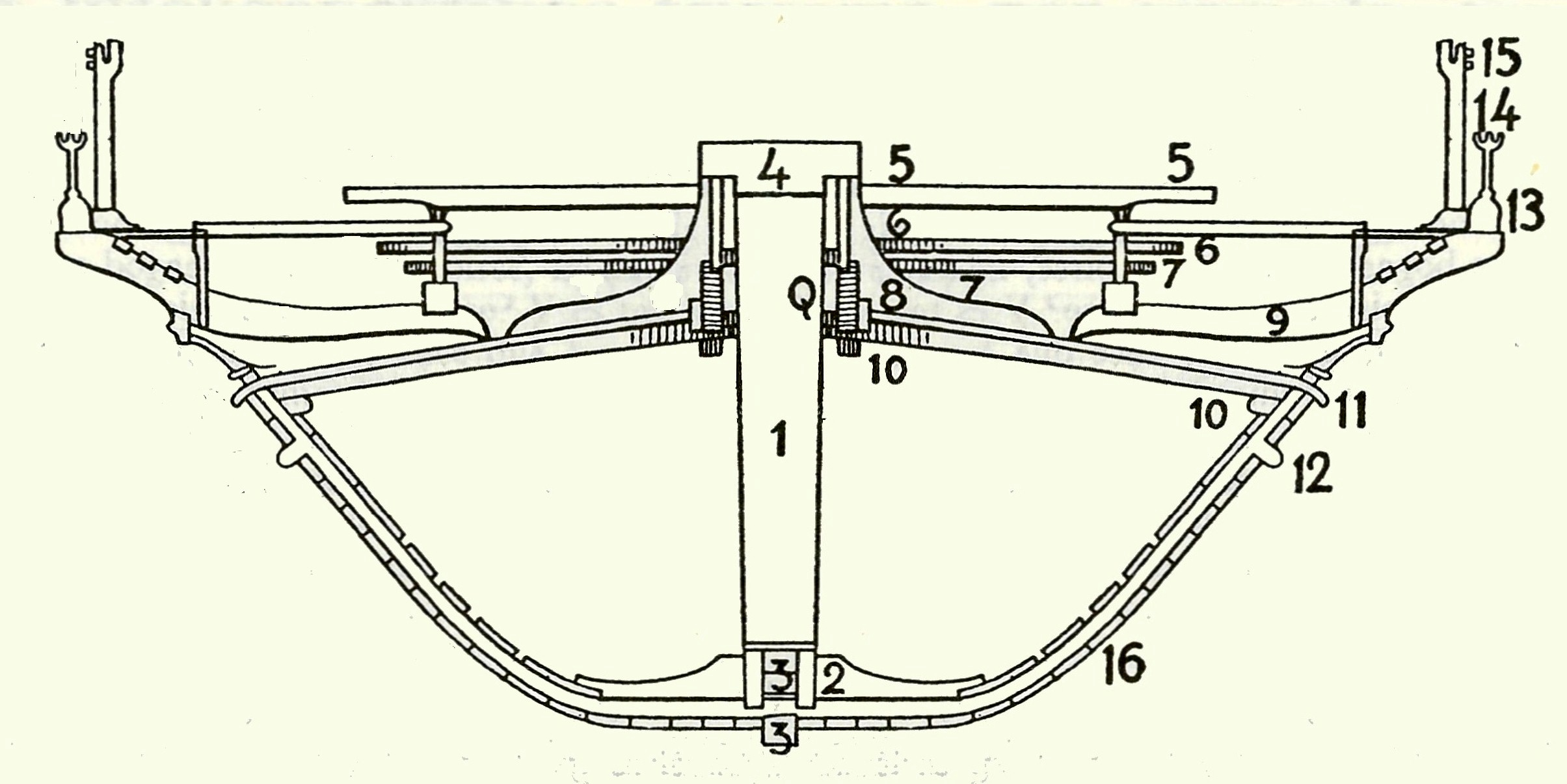
Secció a nivell de la quaderna mestra de La Reial. Noms:
1, suport de l'arbre mestre o major; 2, corba de subjecció de la carlinga de l'arbre (carlinga=paramola); 3, quilla i sobrequilla; 4, clau de l'arbre ; 5, banc o bancada; 6, travessa per engrillonar els remers; 7, banqueta per a suport dels peus dels remers; 8, corba; 9, bacallar; 10, coberta; 11, trancanell; 12, cinta; 13, postisses; 14, batallola; 15, batallola per a les pavesades; 16, folre

De manera semblant a les èpoques anteriors, els bastiments medievals poden classificar-se en tres grups:
- embarcacions menors, de pesca i cabotatge
- naus de guerra de vela i rems
  - galera
  - galiota
  - tarida
- naus de guerra i mercants propulsades a vela
  - coca
  - nau[16]
  - caravel·la

### Exemples concrets
- 1204. Nau pisana corsària amb 500 combatents.[17]
  - Anomenada Leopardo fou vençuda per la nau genovesa Carrocia.[18]
- 1205. Nau veneciana amb 900 homes armats.[19]
  - Dues naus venecianes.[20]
    - Il Falcone
    - La Rosa.
- Pere el Gran encarrega a Ramon Marquet la pintura de barques i galeres, en diversos colors.[21]

| «                                                       | Petrus Dei gratia, Rex Aragonum, fideli suo Raymundo Marcheti salutem et gratiam : Manam vos que fasats pintar les Galees et les Barches de les Galees so es á saber; les dues Galees blanques et dues bermeles, et dues grogues, et dues berts, et dues blaves, et dues seyal de Barchelona, e puys sobre tot lo pint aya Escuts Reyals en cascuna Galea et Barca. En cara manam que la Nau que fo den Vilar et una Barcha de Sanert que hom hi fassa sien pintes á senyal Reyal... | » |
| — Marina Espanola de la Edad Media. F. Javier de Salas. | |   |

- 1313. Coca Sant Climent
- 1417. Nau corsària catalana de 900 bótes i 500 homes.[22][23][24][25]
- 1435. A la batalla naval de Ponça (1435) algunes naus tingueren un paper important.[26]
  - Segons alguns cronistes italians, el rei Alfons el Magnànim anava en una nau molt grossa anomenada la Magnana o Campo Retondo. Probablement es tracta de la gran nau esmentada per Melcior Miralles l'any 1419, propietat de Campredó.[27]
- 1458. Segons la crònica del francès Enguerrand de Monstrelet, el Magnànim tenia una nau molt gran. La nau va embarrancar i es destruí just a la mort del rei.[28]
- 1490-97. Negrona, nau genovesa de 4000 bótes.[29]

## Composició

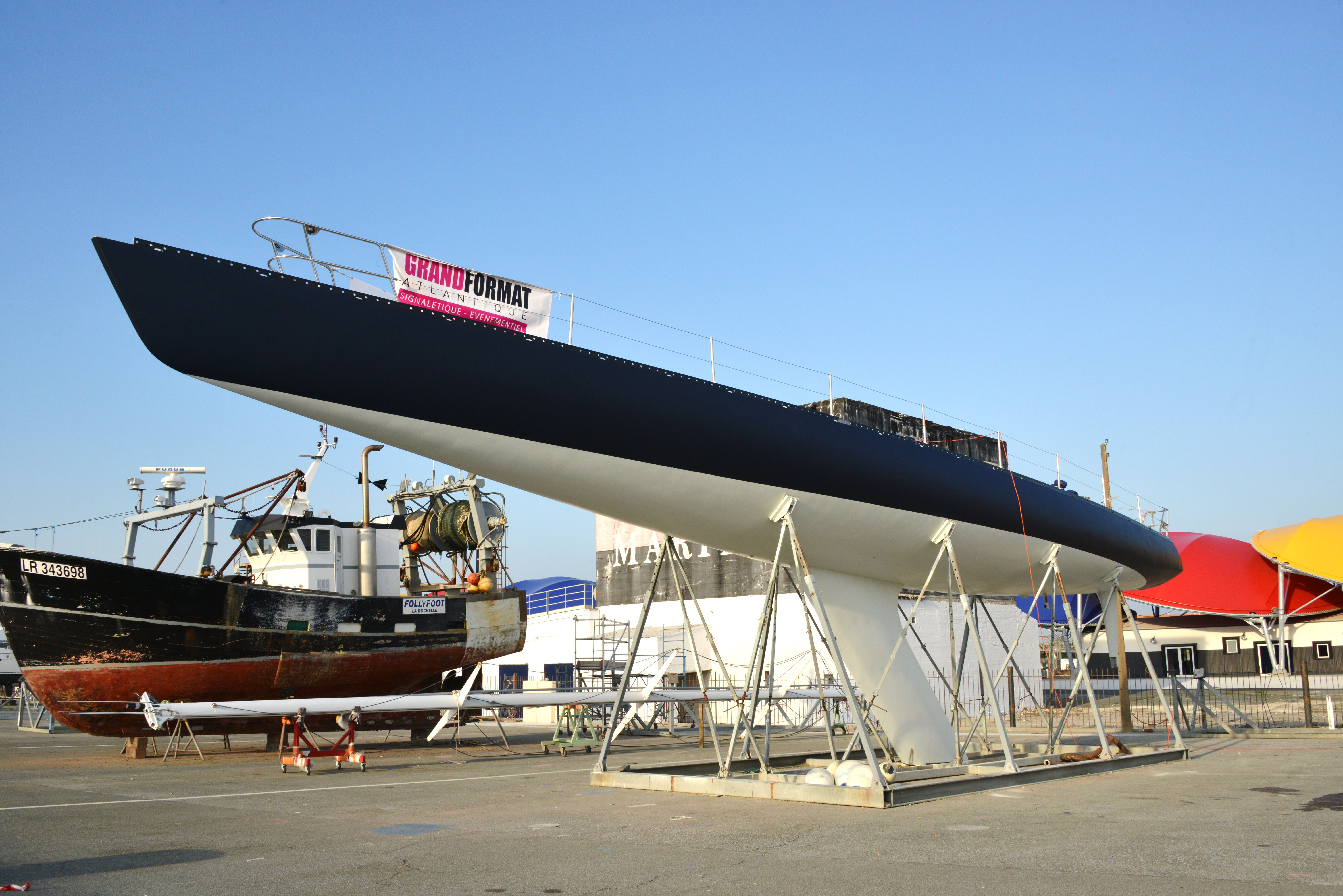
Veler de competició dels anys 80 (Kriter VIII, La Rochelle)

El buc que com abans s'ha dit,és la closca exterior de la nau, i consisteix en una superfície estanca de un determinat gruix, que és completament impermeable en la part submergida (obra viva) i té, generalment, formes estudiades perquè el vaixell es pugui moure amb prou facilitat dins l'aigua.
També disposa d'apèndixs com són:
- El timó
- L' hèlix i el seu eix (excepte en el cas d'un motor de tracció a vela on no hi ha eix)
- Els plans anti- deriva (orça);
- La quilla i la seva línia de quilla.

## Estructures

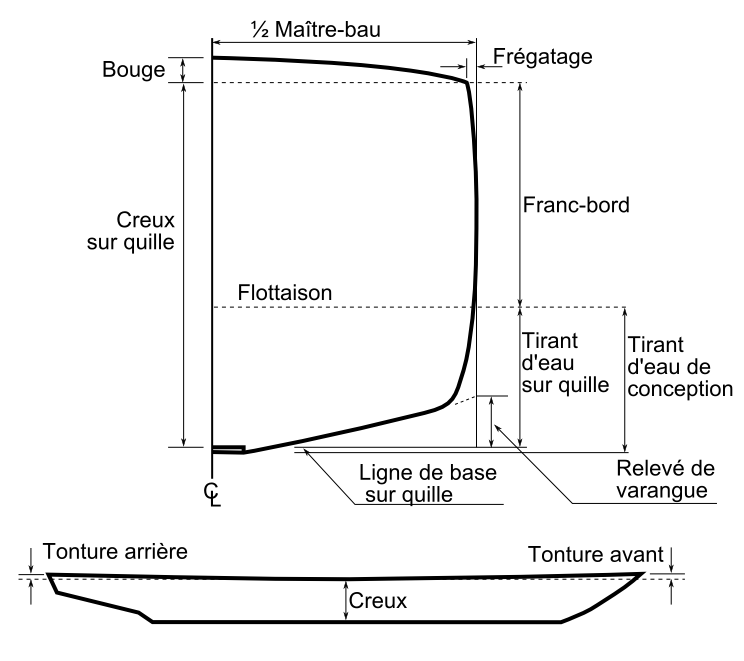
Terminologia de la forma d'un buc

Principals mesures d'un buc: Loa- Longitud total; Longitud màxima entre perpendiculars;

L'estructura del buc ha de ser dissenyada per tenir en compte les restriccions a diferents escales.
El vaixell amb feixos no s'ha de trencar si el vaixell carregat navega en un mar la longitud d'ona igual a la seva longitud (suport als extrems i càrrega al mig o suport al mig i càrrega als extrems). Tampoc, en les mateixes condicions, no s'ha de deformar fins al punt que la línia de l'eix forci sobre els seus coixinets. En el cas d'un veler, els esforços en l'aparellament no han de deformar el feix del vaixell fins al punt de modificar la geometria de l'aparellat de forma apreciable (suau bosc reduint l'eficàcia del flotador, bastaques inestables que poden fer que el pal es trenqui).
La planxa ha de suportar la pressió estàtica de l'aigua i les tensions que s'exerceixen directament o indirectament per la càrrega. També ha de suportar la pressió dinàmica deguda a la velocitat de la nau, a l'impacte de les ones i als moviments verticals del buc. Aquest últim efecte es considera generalment equivalent al d'una columna d'aigua amb una alçada igual a la longitud del buc.
Les forces puntuals transmeses per l'aparell, el motor, el timó i altres equips han de distribuir-se sobre una superfície suficient de la caixa per evitar qualsevol deformació o esquinçament importants de la carcassa.

## Materials
Fins a temps relativament recents, els bucs eren de fusta exclusivament. Gràcies a l'evolució de les ciències i les tècniques, els bucs es construeixen ara en materials molt variats, cada un més o menys adaptat a aquest o a un tipus de construcció.

### Fusta

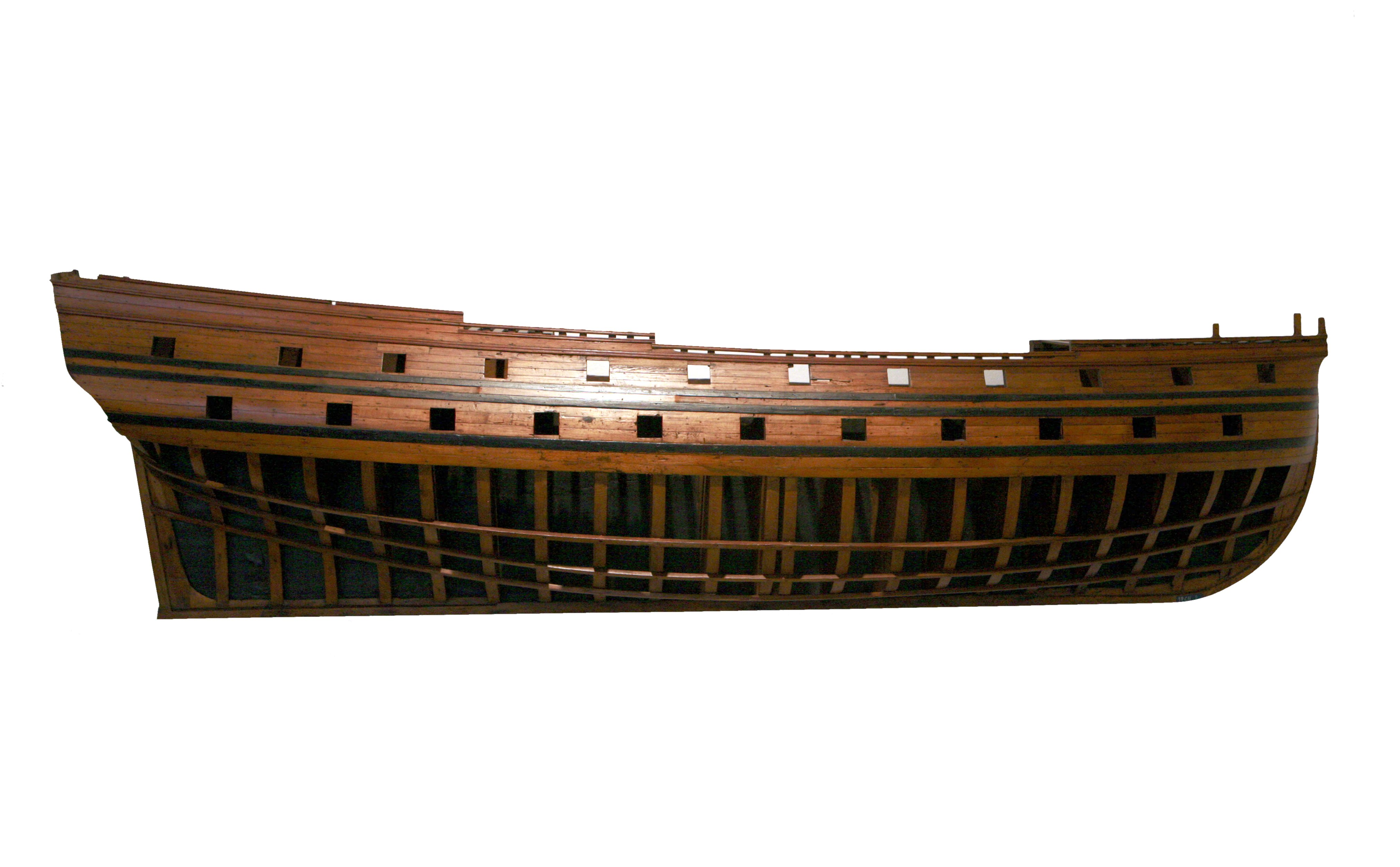
Avant-projected'un vaixell de 46 canons (22 de 18 lliures i 24 de 8 lliures). La disposició de l'artilleria correspon al Tigre, posat en espera el 1724 a Toulon, als plans de Blaise Coulomb.

És el material de construcció històric, però també el menys resistent quan s'utilitza en la construcció convencional (fusta massissa). D'altra banda, amb fusta laminada encolada, la seva resistència és equivalent o fins i tot superior a la composta per a un pes proper. La tècnica de fusta modelada consisteix en creuar capes de fusta tallada a rodanxes o xapes. Les capes estan subjectades per grapades i enganxades entre elles per coles que no necessiten xapat. S'utilitzen adhesius de poliuretà o resina de tipus epoxi, que saturen la fusta (penetren en tots els seus porus abans d'endurir-se). Amb un pes igual, els bucs de fusta laminada i encolada són més resistents que els laminats de polièster convencionals i requereixen molt poc manteniment (una pintura cada cinc anys). No hi ha risc d'osmosi (cap resina de polièster), ni risc de putrefacció (la fusta està saturada de resina), ni fissures que puguin aparèixer gràcies al creuament de les capes. Tot i el seu nom, es tracta d'un material molt modern que només s'ha utilitzat en vaixelleria de plaer des de la dècada de 1950. També s'utilitza el contraplacat, més aviat per a embarcacions de mida moderada (màxim 12-13 m), sòlides però bastant no molt resistent a cops. Més aviat una durabilitat mitjana.

### Acer
Actualment, l'acer és el material més utilitzat (considerant el tonatge de la flota mundial). També és el més resistent i sòlid, amb una enorme resistència als impactes en particular. En determinats iots d'esbarjo, també s'utilitza acer inoxidable, poc utilitzat perquè és car. El primer vaixell d'esbarjo construït en acer inoxidable és l'acer inoxidable Marcel Bardiaux .

### Alumini
Des dels anys seixanta, els avenços en les tècniques de soldadura, en particular la soldadura en una atmosfera inerta (gas argó) han permès desenvolupar aquest material en la construcció naval.
Les construccions tradicionals d' alumini permeten produir unitats resistents a la corrosió i molt lleugeres adequades per a la competició i els creuers.
Als vaixells de creuers, l'anomenada tècnica “strongall” (alumini gruixut sense estructura) permet construccions molt simplificades, amb gran solidesa, rigidesa i gran resistència als impactes. Aquest material és molt sensible a l'oxidació, la seva protecció ha de ser molt curós. Ens trobem cada vegada més sovint amb vaixells de barres d'acer i superestructures d'alumini, per baixar el centre de gravetat.

### Cupronickel
El Cupronickel és un aliatge de coure proper al bronze, que a vegades s'utilitza per la seva resistència a la corrosió i el seu efecte anti-ensuciament natural (la closca no està pintada sota l'aigua). Aquest metall s'utilitza per a la construcció de determinats arrossegadors nord-americans. Tipus de construcció poc desenvolupat perquè el seu cost és elevat.

### Ferro-ciment
Tipus de construcció els principis arquitectònics dels quals s'aproximen a una closca de fusta, però els materials emprats i la seva implementació són molt diferents.
La construcció es basa en un entramat de reforç metàl·lic (quilla, parells, terrassa) format per un reforç de formigó de gran diàmetre, modelat a la mida del buc. La seva secció varia segons la resistència esperada, les connexions són específiques dels buc de la barca per no crear un excés de gruix. Sobre aquests marcs hi ha làmines estirades de malla de gelosia molt densa, el nombre de les quals varia segons la força, per tant el gruix de la closca a assolir .
L'enllaç, a base de ciment amb una mida i una dosificació de partícules molt ben controlades, es complementa sovint amb adjuvants útils: hidrofòbics, resines, etc. L'aplicació de l'enllaç es fa directament sobre el reforç i les capes de malla que després també hi tenen un paper. paper del motlle. L'aplicació d'aquest aglutinant és fonamental per a la qualitat i la durabilitat del resultat final. L'aplicació ideal no deixa cap bombolla d'aire al fitxer, de manera que cobreix completament i s'adhereix a les estructures metàl·liques. Per tant, no es recomana fer mètodes de polvorització, polvorització o injecció.
El buc resultant, si la construcció té èxit, arriba a la mateixa estimació del pes que el mateix buc de fusta. Les característiques mecàniques són molt properes a les d'acer, menys elasticitat. Per tant, són petxines molt sòlides però que no es deformen. El seu manteniment es redueix al de buc de polièster, ja que en acabat els bucs de ferro-ciment estan recoberts amb epoxi.
Si el recobriment epoxi primari té èxit (epoxi específiques per a l'aplicació sobre ciment), el buc pot rebre un tractament submarí recobert de coure de l' Oceoprotect o similar. Si la coberta dels emmarcaments és neta, el buc pot fins i tot prescindir d'un ànode sempre que el recobriment epoxi i submarí cobreixi totes les parts metàl·liques auxiliars (accessoris, metxa del timó, etc.).
L'avantatge principal d'aquest mètode de construcció és poder fer bucades formades, sòlides i duradores sense motlle. Ferro-ciment ha guanyat una mala reputació a la costa francesa, perquè sovint ha estat utilitzat per constructors aficionats amb habilitats aproximades. Tanmateix, s'utilitza a escala industrial a l'hemisferi sud, en unitats de mitjana a gran (20 metres i més).

### Material compòsit
Consta d'una resina sovint polièster com a matriu i un reforç en fibra de vidre, fins i tot fibra de carboni, el material compost és molt estès en la construcció de plaer des de la dècada de 1970. És fàcil de mantenir, cobert amb gelcoat És fort i lleuger i plega bé dels processos industrials. La durabilitat és molt mitjana per la degradació química de les resines (excepte l'epoxi, rar perquè és molt costosa).

Diferents tipus de barques de vaixells
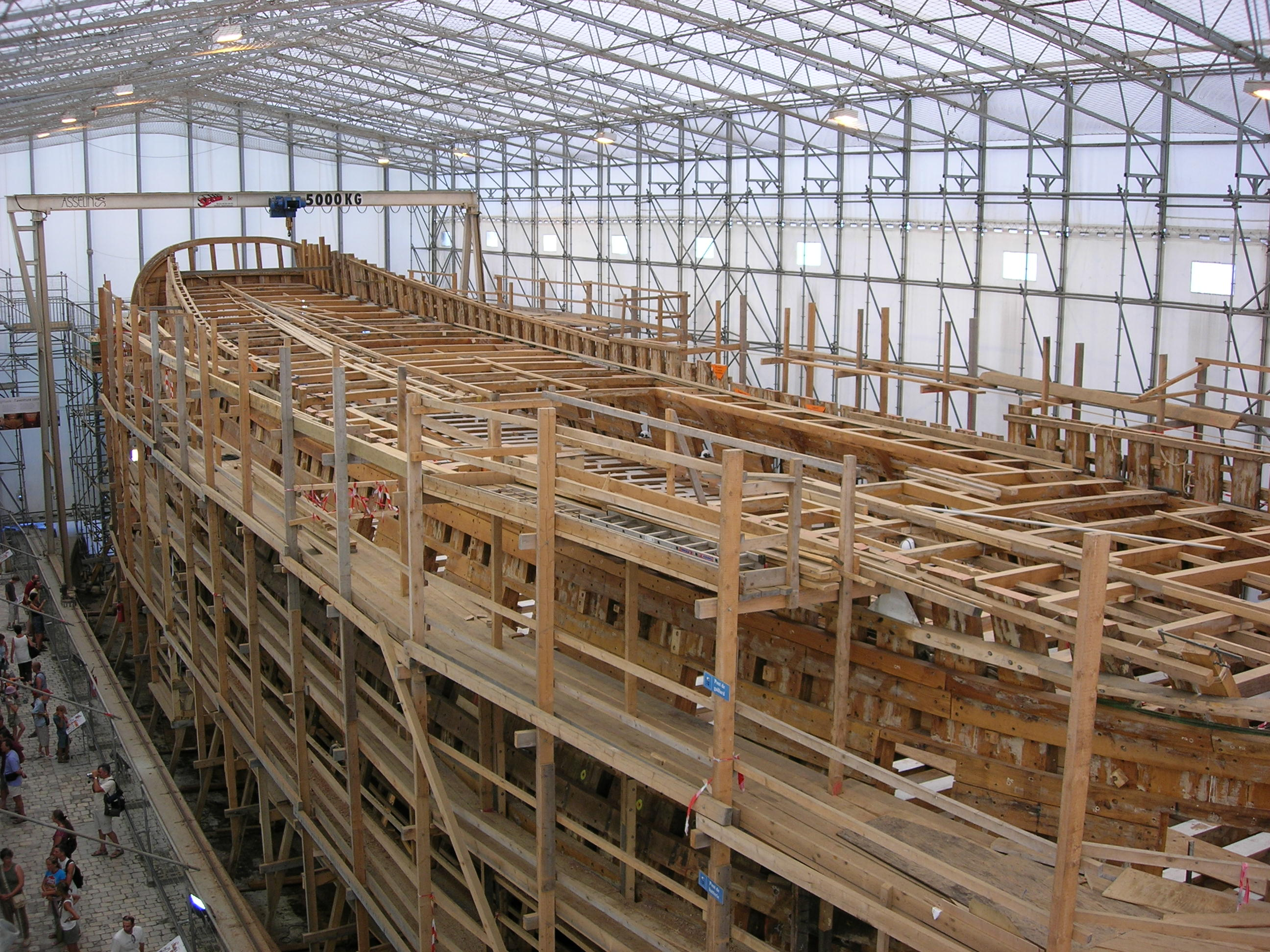
Reconstrucció d'un buc de fusta.
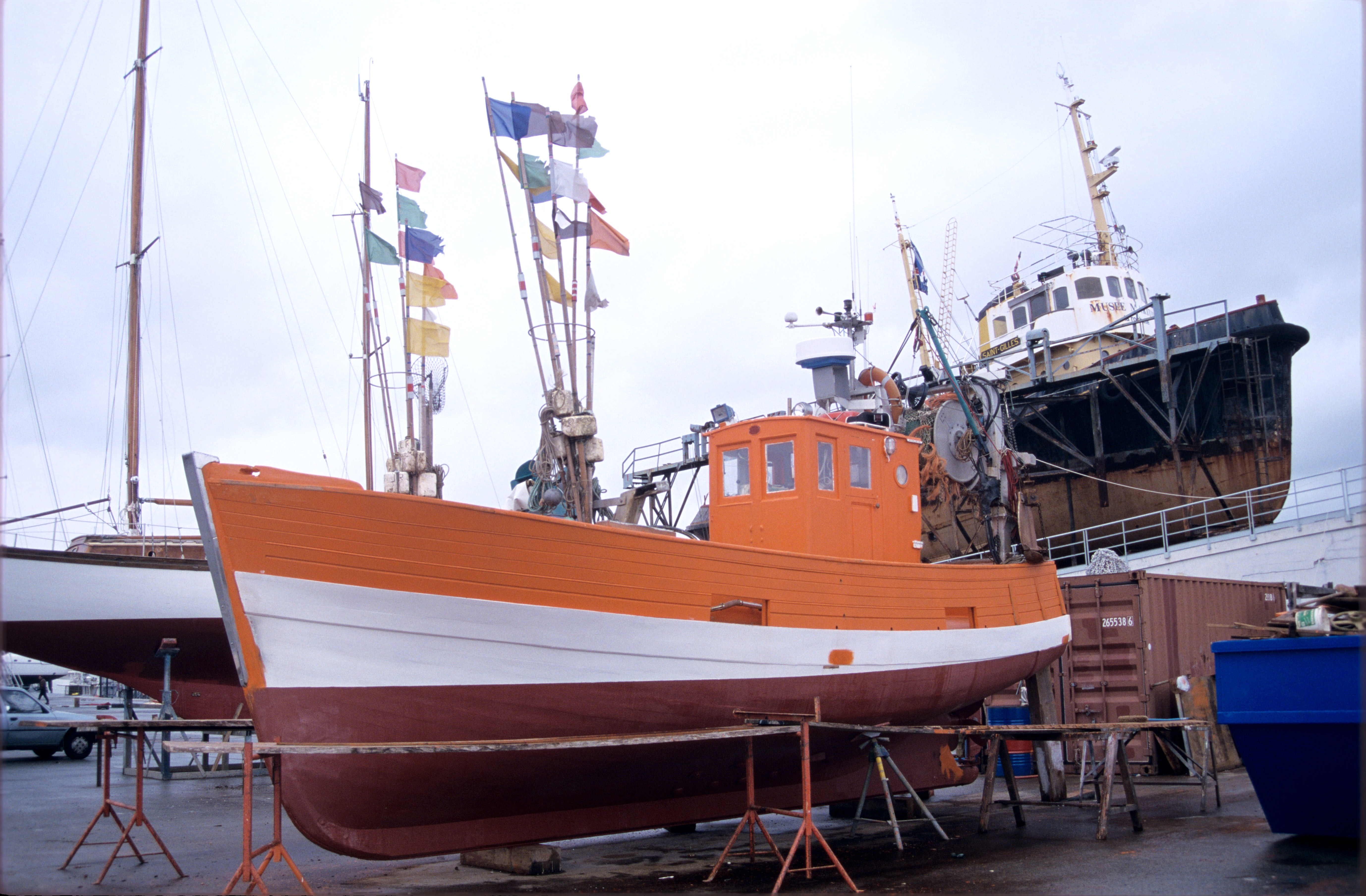
Buc de fusta d'un pesquer arrossegador de ribera.
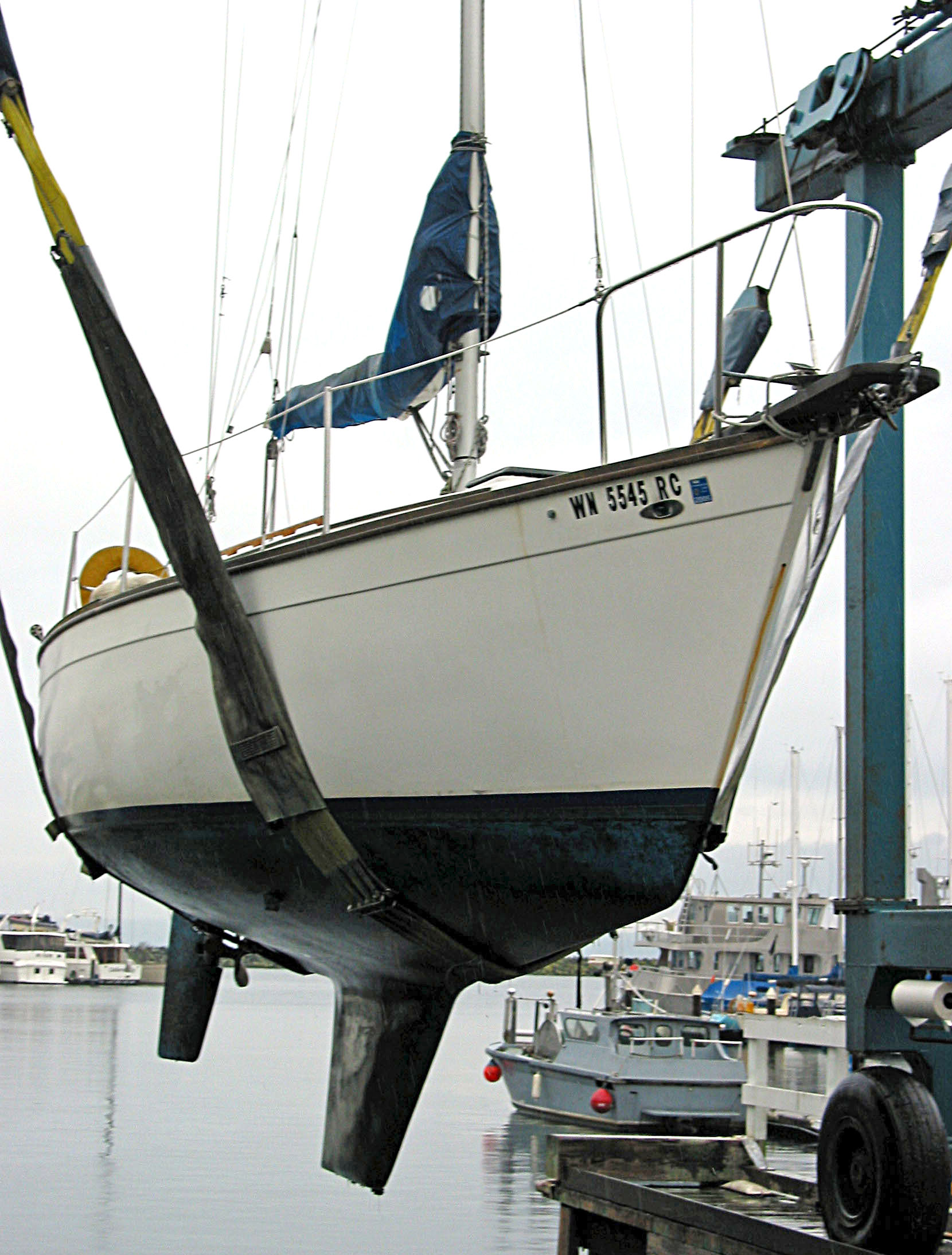
Buc de material compòsit d'un veler modern.
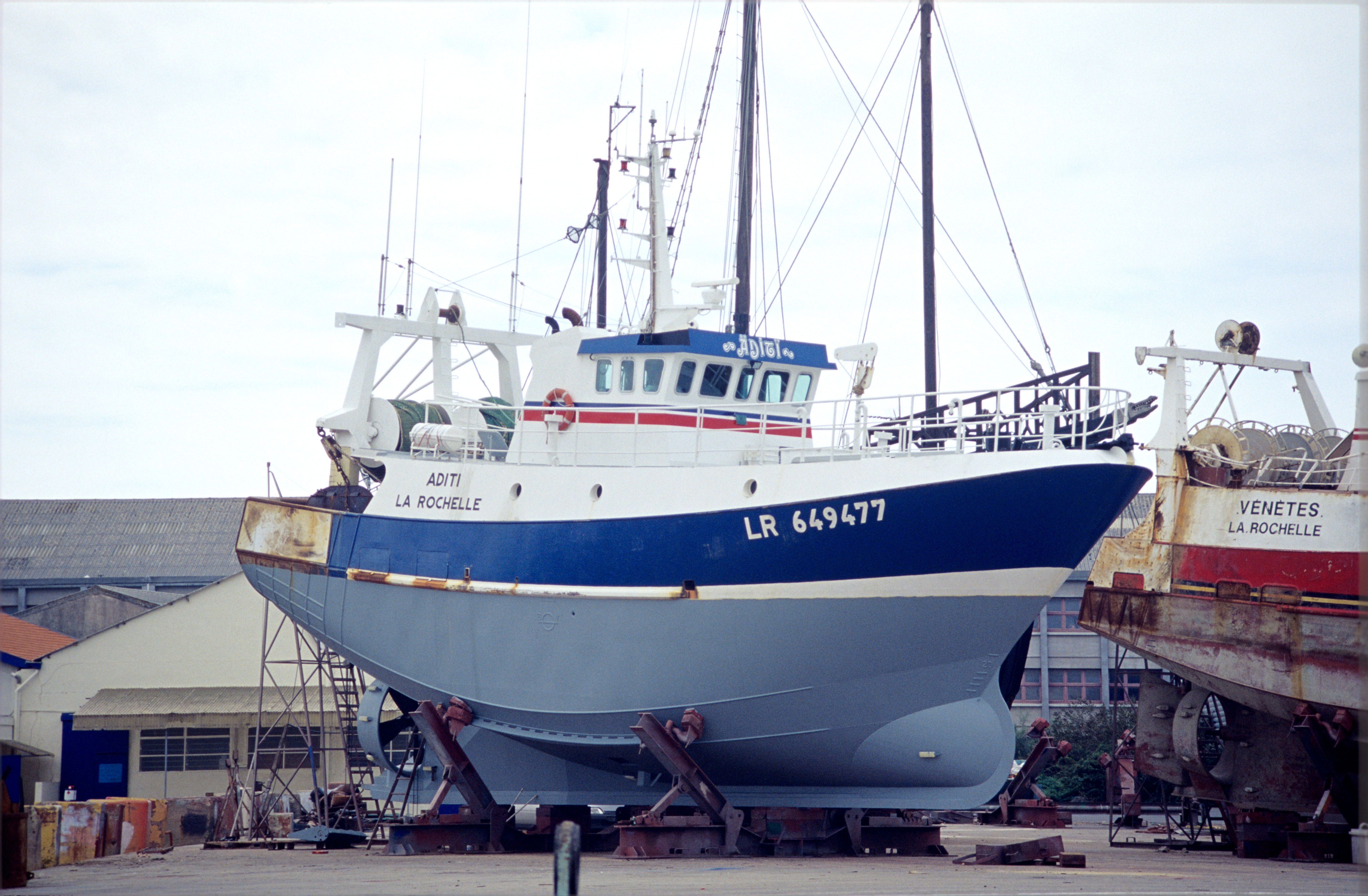
Buc d'acer d'un vaixell d'arrossegament en alta mar.
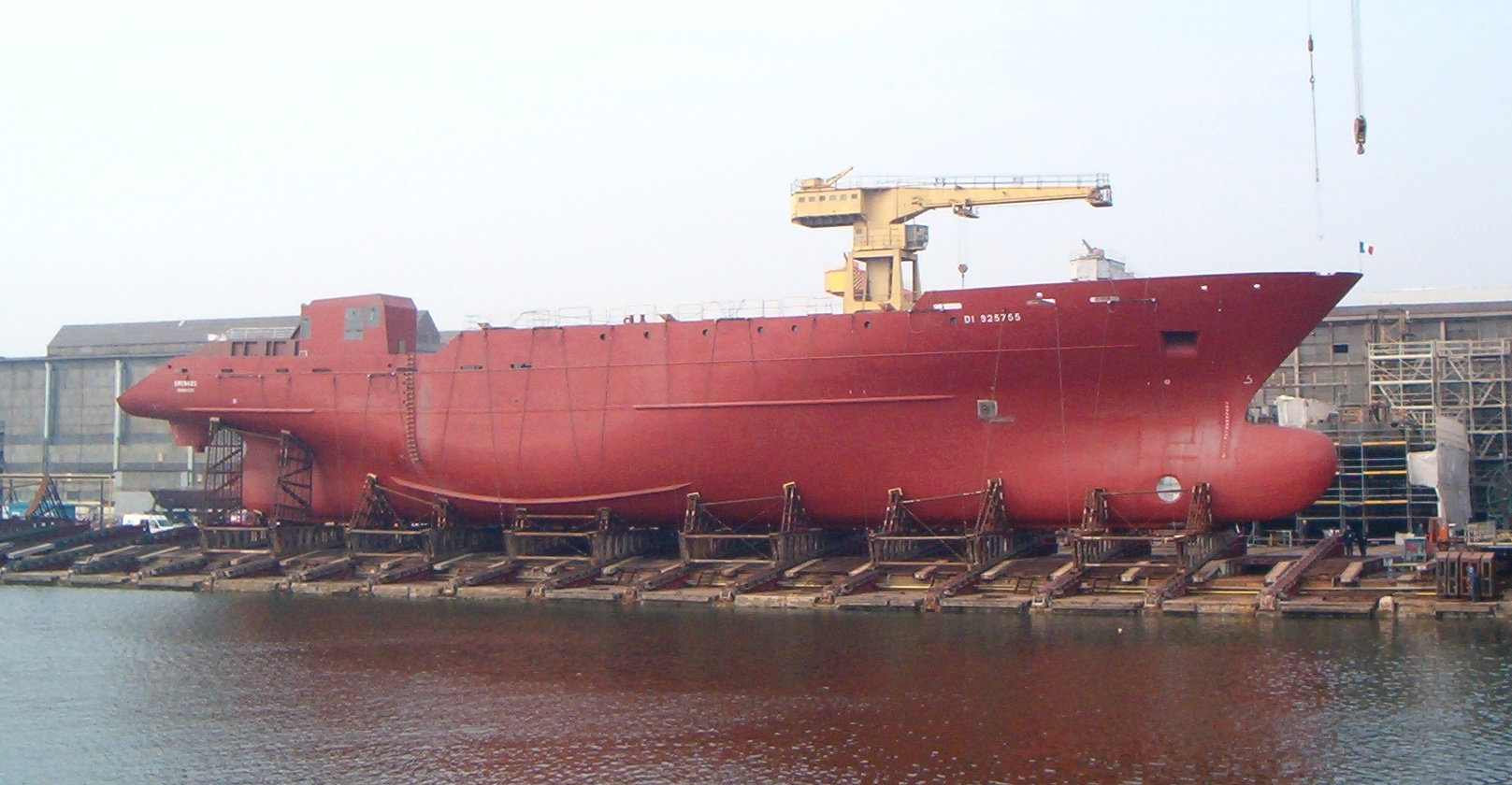
Buc d'acer d'un vaixell mercant.
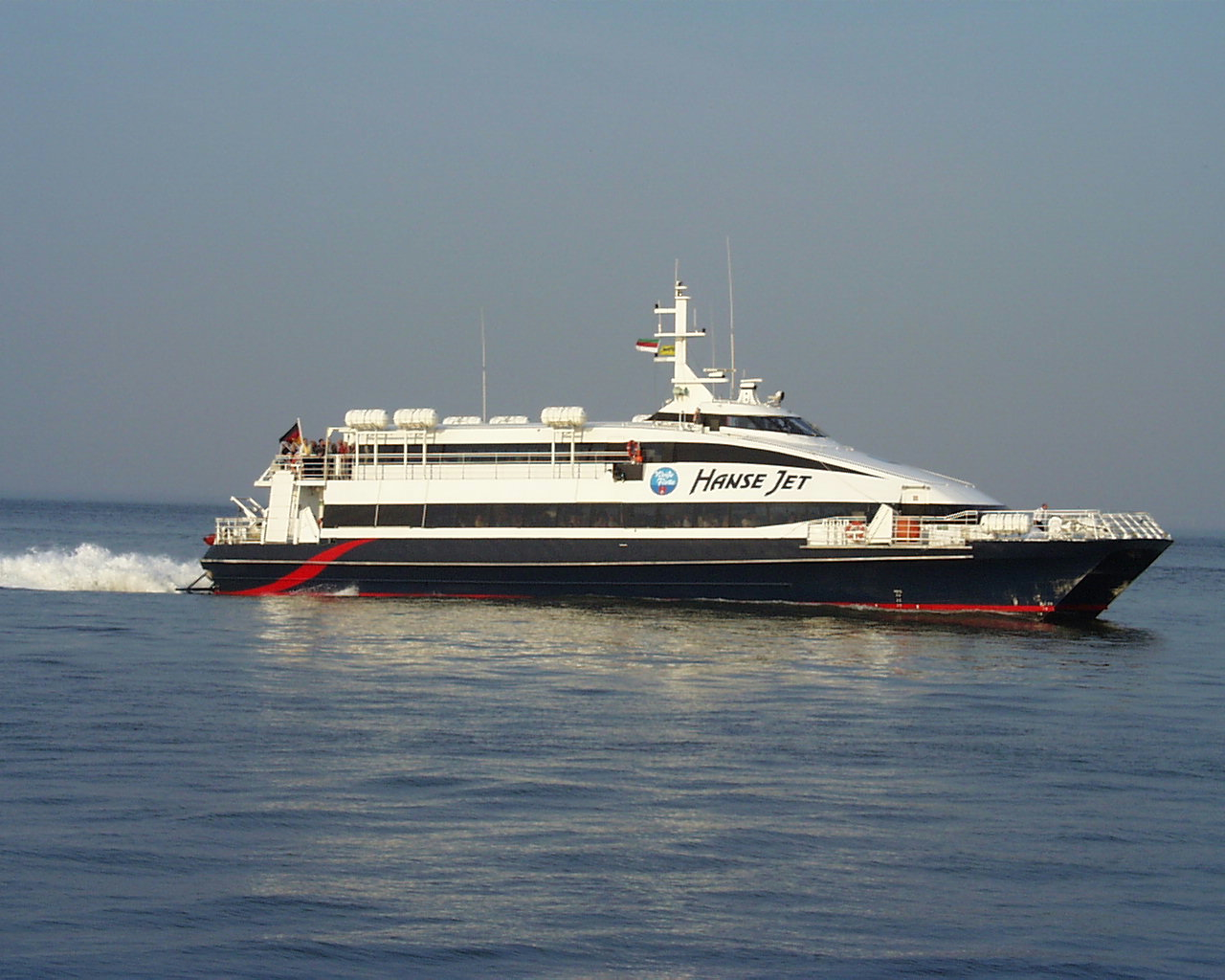
Catamarà ràpid amb buc d'alumini.